# Simon Zebo

a Compétitions nationales et continentales officielles uniquement.

b Matchs officiels uniquement.
Dernière mise à jour le 20 juin 2024.
Simon Zebo, né le 16 mars 1990 à Cork (Irlande), est un joueur international irlandais de rugby à XV qui évolue aux postes d'ailier et d'arrière.
Durant sa carrière, il tout d'abord joue avec l'équipe provinciale du Munster de 2010 à 2018 où il remporte la Celtic League en 2011. De 2018 à 2021, il joue en France avec le Racing 92 avant de faire son retour au Munster où il remporte l'United Rugby Championship en 2023 avant de terminer sa carrière en 2024.
De 2012 à 2017, il est également sélectionné en équipe d'Irlande et totalise trente-cinq capes. Avec cette équipe, il remporte le Tournoi des Six Nations en 2015.

## Biographie

### Enfance et jeunesse

#### Famille
Simon Zebo naît d'un père français et d'une mère irlandaise,. Son père Arthur Zebo, est un martiniquais, athlète, pratiquant le 800 mètres, distance où il postule à une participation aux Jeux olympiques de 1976 à Montréal avant de se blesser. Sa mère Lynda est irlandaise. Sa sœur ainée Jessika est également athlète, pratiquant les courses de haies et le sprint avant de se spécialiser sur le 400 mètres. Internationale irlandaise, elle ambitionne de participer aux Jeux olympiques de 2012 à Londres au sein du relais 4 × 400 mètres. Toutefois une blessure au talon d’Achille l'empêche d'être retenue et elle met ensuite un terme à sa carrière de sportive.

#### Enfance
Simon Zebo grandit et vit à Cork, la ville de sa naissance. Il fait ses études au Beaumont Boys School puis au Presentation Brothers College, qui compte parmi ses anciens élèves des joueurs comme Ronan O'Gara, Peter Stringer, Declan Kidney, Peter O'Mahony ou Mick O'Driscoll. Dès son enfance, Simon Zebo connaît des succès dans de nombreuses disciplines sportives, athlétisme, hurling, football gaélique, football ou rugby à XV, remportant de nombreuses médailles. Il remporte des trophées scolaires en football gaélique où il évolue avec David Meyler qui devient ensuite international irlandais de football, ou en hurling. En 2002, en football gaélique, il participe à une finale de Cork City Championship ou Féile na nÓg, avec l'équipe des moins de 14 ans de St. Michael's GAA face à Blackrock. 
C'est finalement le rugby à XV qu'il choisit. Il joue avec les Conettes, surnom des équipes de Cork Constitution RFC depuis l'âge de sept ans. En 2010, il participe à la victoire de Cork Constitution face à St. Mary's sur le score de 17 à 10 en Championnat d'Irlande.

### Munster et sélection irlandaise

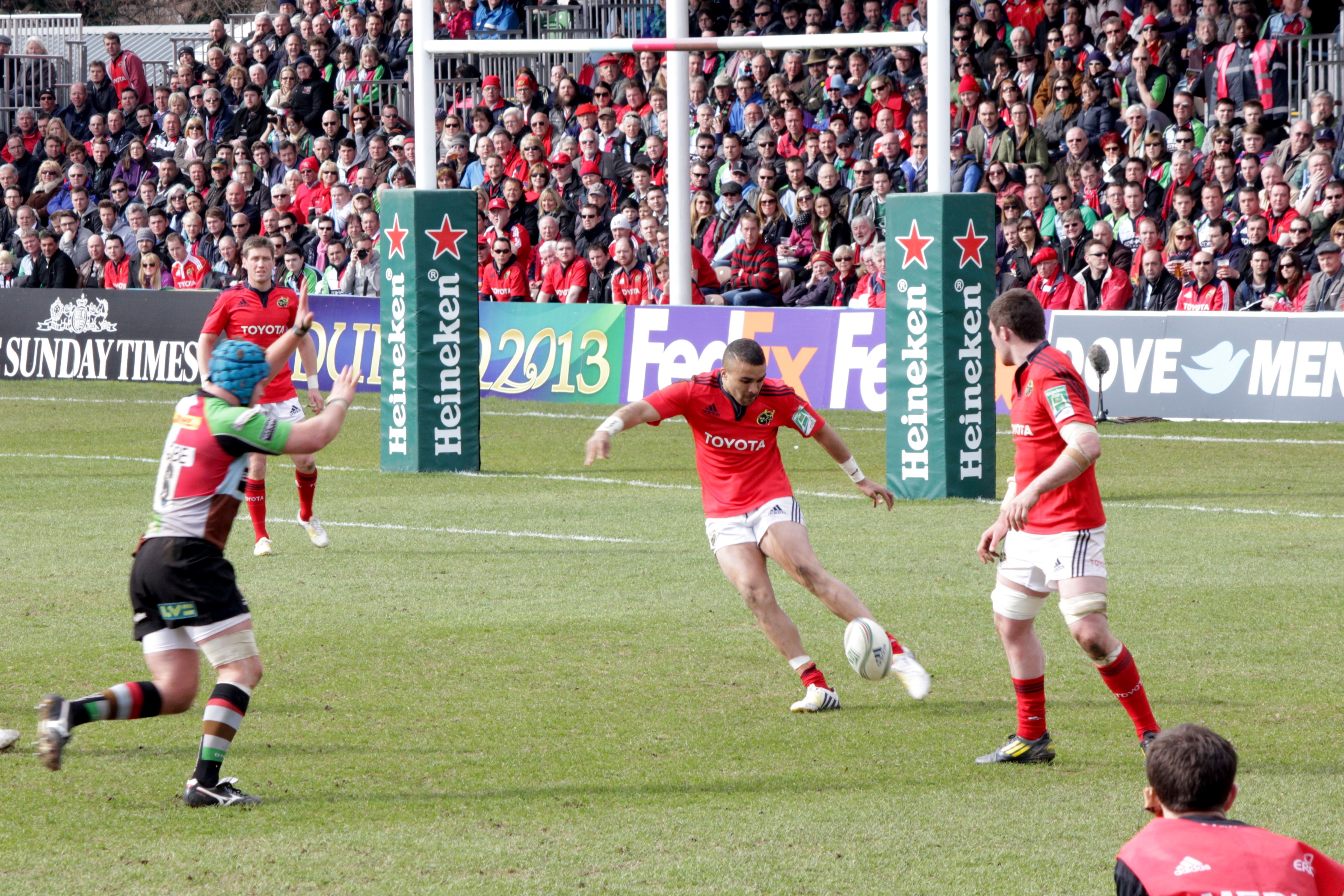
Simon Zebo, en 2013, face aux Harlequins.

#### Première saison avec le Munster
Il est alors recruté en 2010 par l'équipe du Munster, représentant la province irlandaise du même nom. Il dispute son premier match sous les couleurs rouge et bleu de sa nouvelle équipe, le 18 avril 2010, dans le stade du Galway Sportsground, dans le cadre du Pro12, contre une autre équipe irlandaise Connacht Rugby. Simon Zebo commence le match titulaire au poste d'ailier et écope alors de son premier carton jaune chez les professionnels à la suite d'un en-avant jugé volontaire par l'arbitre irlandais Alain Rolland. Son équipe s'impose finalement sur le score de 18 à 12. Cette rencontre est la dernière disputée par Simon Zebo lors de cette saison.

#### Saison 2010-2011
La saison suivante, Simon Zebo est plus régulièrement aligné par son entraineur et il participe ainsi à neuf matchs de Pro12, dont cinq en tant que titulaire et inscrit deux essais sur l'ensemble de la saison. Il profite de l'absence de son coéquipier et compatriote Keith Earls, retenu dans l'équipe irlandaise pour le tournoi des Six Nations 2011, pour être titulaire en Pro12 face à l'équipe galloise des Llanelli Scarlets au stade du Parc y Scarlets. Simon Zebo inscrit son premier essai chez les professionnels. Sa performance tout au long de la rencontre et son essai inscrit lui valent d'être élu homme du match à l'issue de la rencontre, match finalement remporté par son équipe sur le score de 13 à 6. Simon Zebo participe par la suite aux phases finales du Pro12, compétition remportée finalement par son équipe. Après avoir disputé six minutes lors de la demi-finale remportée 18 à 11 par son équipe face à l'équipe galloise des Ospreys à Thomond Park, stade du Munster, il ne participe pas à la finale face à la province irlandaise du Leinster.

#### Saison 2011-2012
Simon Zebo profite du départ de Keith Earls pour la coupe du monde 2011 en Nouvelle-Zélande pour obtenir un temps de jeu plus important. Sur l'ensemble de la saison 2011-2012, il participe à dix-huit matchs de championnat, pendant lesquels il inscrit sept essais, et à cinq matchs de la coupe d'Europe où il inscrit quatre essais. Depuis les bonnes performances de Zebo avec son équipe, Keith Earls joue au centre, et non plus à l'aile, laissant le maillot numéro 11 à Simon Zebo, comme lors de la demi finale de championnat perdue par le Munster face aux Ospreys.

#### Saison 2012-2013
Sur l'ensemble de la Coupe d'Europe de cette saison, Zebo est titularisé huit fois sur les huit matchs disputés par son équipe et inscrit de nouveau quatre essais dans la compétition continentale. Ses bonnes performances avec son club lui permettent d'honorer sa première cape internationale en équipe d'Irlande le 9 juin 2012 contre les All Blacks. Le 10 novembre, il est de nouveau retenu pour évoluer contre les Springboks sud-africains et, deux semaines plus tard, il est titularisé contre les Pumas. Il profite de ce match pour marquer son premier essai international avec l'équipe d'Irlande. Au cours de ces deux derniers matchs, Simon Zebo évolue au poste d'arrière. En janvier 2013, il signe un nouveau contrat qui le lie avec le Munster jusqu'au terme de la saison 2015-2016. Il participe ensuite aux deux premiers matchs du tournoi des Six Nations 2013, contre le pays de Galles, où il inscrit un essai, permettant au XV du Trèfle de s'imposer sur le score de 30 à 22, puis lors du match contre l'Angleterre, pendant lequel il se blesse à un pied.
Absent des terrains durant quelques semaines, il fait son retour à l'occasion du quart de finale de Coupe d'Europe contre les Harlequins, rencontre remportée 18 à 12. Il est à nouveau titularisé par son coach Rob Penney lors de la demi-finale perdue sur le score de 16 à 10 face au club français de Clermont. En Pro12, son équipe termine à la sixième place du classement général et ne participe donc pas aux phases finales du championnat.
En juin, il fait partie de la tournée irlandaise en Amérique du Nord, participant le 8 juin à une rencontre face aux États-Unis. Le lendemain, il est appelé chez les Lions britanniques et irlandais pour la tournée en Australie afin de suppléer son compatriote Tommy Bowe. Il fait ses débuts avec ses derniers contre les Waratahs. Bien qu'il ne dispute aucun test, il participe à trois rencontres, les Waratahs, les Brumbies et les Melbourne Rebels.

#### Saison 2013-2014
Blessé en début de saison, lors d'un match de coupe d'Europe face à l'équipe de rugby d'Edimbourg, il fait son retour sur les terrains au début du mois de janvier suivant, ne lui permettant de disputer que deux matchs de coupe d'Europe, face aux Anglais de Gloucester puis face à la même équipe d'Edimbourg, match pendant lequel il inscrit un essai et participe ainsi à la victoire de son équipe 38 à 6. Ces performances ne lui permettent alors pas d'être retenu dans le groupe de joueurs initialement prévu pour participer au tournoi des Six Nations 2014. Mais la blessure de son coéquipier au Munster, Keith Earls, lui permet d'intégrer finalement le groupe irlandais. Non utilisé par son sélectionneur Joe Schmidt, arrivée à la tête de la sélection irlandaise année précédente, il joue un match avec les Wolfhounds, l'équipe d'Irlande A, face à son homologue anglaise. Finalement, il ne dispute aucun match du tournoi remporté par son équipe nationale. 
De retour dans son club, Simon Zebo est titulaire lors du quart de finale de la coupe d'Europe face au Stade toulousain, dans le stade de Thomond Park. Son équipe s'impose alors sur le score de 47 à 23, et Simon Zebo inscrit un essai. L'équipe irlandaise termine comme la saison précédente sa saison européenne par une défaite en demi-finale face à un club français, le Rugby club toulonnais, qui s'impose 24 à 16 malgré un nouvel essai de Zebo.

#### Saison 2014-2015

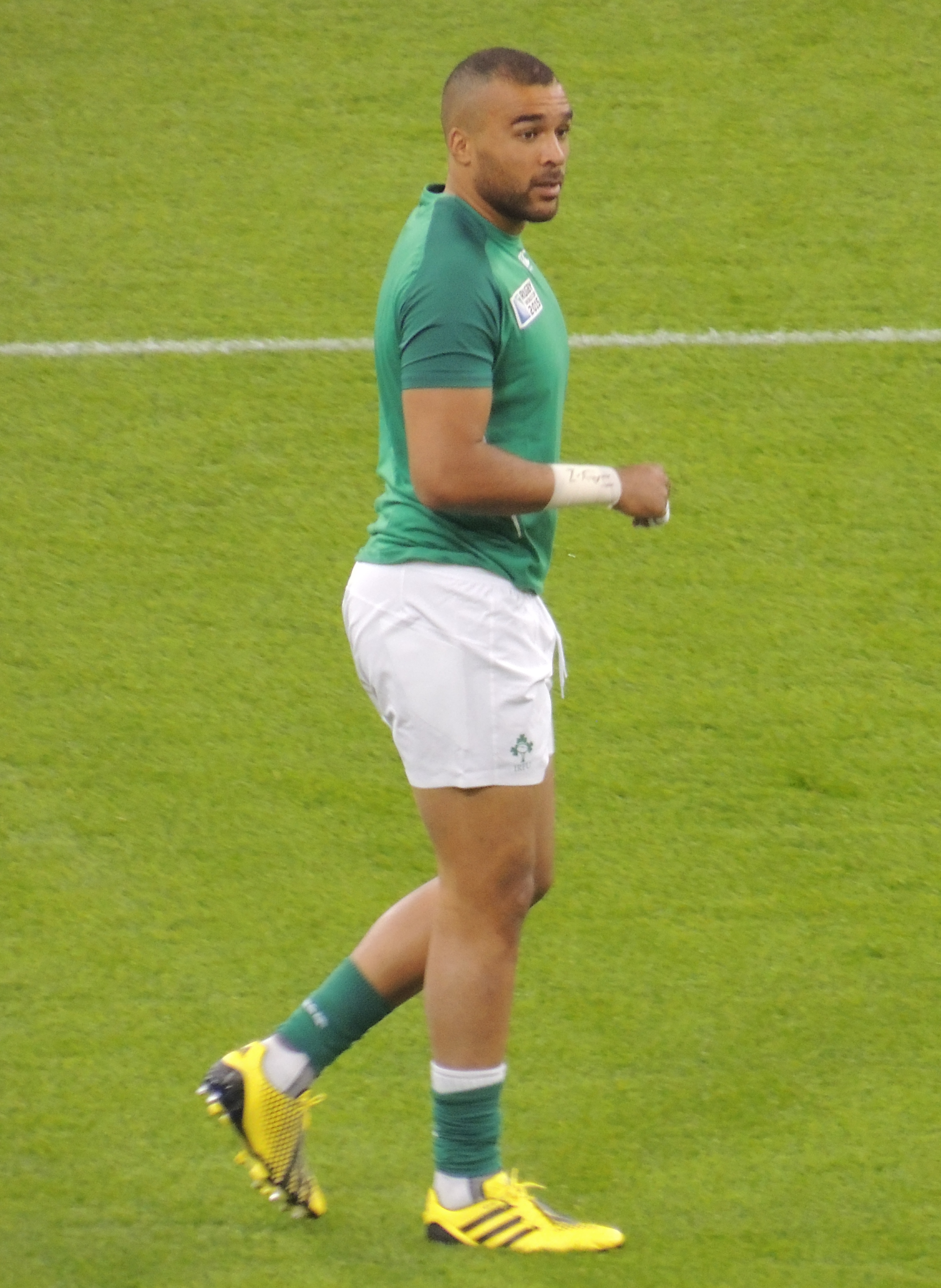
Simon Zebo lors de la coupe du monde 2015.

Lors de la saison suivante, il dispute les six rencontres de coupe d'Europe disputées par son club qui est éliminé dès la phase de poule. Il inscrit deux essais lors de la victoire 65 à 10 face au club anglais de Sale. En Pro12, lors d'une victoire face au Connacht, il égale le record détenu par Doug Howlett du nombre d'essais marqués par un joueur du Munster en Pro12. Deuxième de la phase régulière, son équipe se qualifie pour la finale après une victoire face aux Ospreys mais est privée du titre par les Écossais des Glasgow Warriors qui s'imposent sur la pelouse du Kingspan Stadium de Belfast sur le score de 31 à 13. 
Avec le XV du Trèfle, Simon Zebo est retenu pour les matchs de novembre et il est titulaire lors des victoires face aux Sud-Africains, Géorgiens et Australiens, inscrivant un essai lors de chacune de ces deux dernières rencontres. Quelques mois plus tard, au cours du tournoi des Six Nations 2015, Simon Zebo est titularisé lors des quatre premières rencontres de l'équipe d'Irlande, victoire face à l'Italie, la France puis contre l'Angleterre puis lors de la défaite irlandaise face au pays de Galles au Millennium Stadium de Cardiff. Après ces neuf titularisations successives jugé décevante par le sélectionneur national, Joe Schmidt, il n'est pas retenu pour le dernier match face aux Écossais. La victoire de l'Irlande à Murrayfield lui permet de remporter sa première victoire  dans le tournoi des Six Nations.

#### Coupe du monde 2015 en Angleterre
Présent dans la liste de 45 joueurs publiée par Joe Schmidt le 24 juin 2015 pour la préparation de la coupe du monde 2015 disputée sur le sol anglais, il est remplaçant lors du premier match de préparation face aux Gallois, puis titularisé au poste d'arrière lors du match face aux Écossais, inscrivant un essai lors de chacune de ces rencontres,. Il est retenu par son sélectionneur dans le groupe des 31 joueurs pour la coupe du monde. Simon Zebo est utilisé comme remplaçant lors du premier match face au Canada, puis est titularisé au poste d'arrière lors du match suivant, face à la Roumanie, puis lors du match face à l'Italie. Rob Kearney, blessé contre la Roumanie, retrouve sa place de titulaire au poste d'arrière pour le dernier match de poule contre la France, remporté 24 à 9 par sa sélection, puis lors de la défaite en quart de finale contre l'Argentine. Simon Zebo n'est pas retenu lors de ces deux rencontres, Joe Schmidt lui préférant Tommy Bowe et David Kearney pour les postes d'ailier.

#### Saison 2015-2016
En raison de la coupe du monde et du tournoi des Six Nations, les occasions de jouer avec sa province sont moins importantes. Simon Zebo joue alors 10 matches de Pro12 et inscrit 5 essais. Le 25 mars 2013, il bas e record du nombre d'essais inscrit par un joueur sous les couleurs rouge et bleu du Munster, avec 43 essais depuis 2010. Son équipe termine à la 6e du classement, synonyme de qualification pour la coupe d'Europe 2016-2017, à la faveur du dernier match de la saison face au Scarlets. Simon Zebo est titulaire au poste d'arrière.
Mais une blessure en fin de saison ne lui permet pas de participer à la tournée du XV du Trèfle en Afrique du Sud.

#### Saison 2016-2017
Le 5 novembre 2016, Simon Zebo dispute le premier match irlandais de la tournée d'automne contre la Nouvelle-Zélande au Soldier Field de Chicago. Il inscrit un essai, aidant ainsi son équipe à vaincre pour la première fois de son histoire les All Blacks.

### Racing 92 (2018-2021)
Première saison au Racing 92 pour l'international Irlandais. Il inscrit 11 essais en Top 14 où son équipe s'arrête aux barrages pour les demi-finales face au Stade rochelais et il inscrit 5 essais en Coupe d'Europe où le Racing 92 chute face au Stade toulousain sur le score de 22-21 en quart de finale.

### Retour au Munster (2021-2024)
Simon Zebo prend sa retraite sportive à l'issue de la saison 2023-2024.

## Statistiques en équipe nationale
Simon Zebo compte 35 sélections avec l'Irlande, dont 30 en tant que titulaire, depuis sa première sélection le 9 juin 2012 à Auckland face à l'équipe de Nouvelle-Zélande. Il inscrit 45 points, soit 9 essais.
Il participe à cinq éditions du Tournoi des Six Nations, en 2013, en 2015, en 2016 et en 2017. Il dispute quinze rencontres, dont quatorze en tant que titulaire, et inscrit un essai. 
Il participe à une édition de la Coupe du monde, en 2015 où il joue trois rencontres, face au Canada, la Roumanie et l'Italie .

## Palmarès

### En club et province
- Vainqueur du Championnat d'Irlande en 2008 et 2010 avec le Cork Constitution RFC.
- Vainqueur de la Coupe d'Irlande en 2010 avec le Cork Constitution RFC.
- Vainqueur de la/du Celtic League/United Rugby Championship en 2011 et 2023 avec le Munster.
- Finaliste du Pro12 en 2015 et 2017 avec le Munster.
- Finaliste de la Coupe d'Europe en 2020 avec le Racing 92.

### En équipe nationale
- Vainqueur du Tournoi des Six Nations des moins de 20 ans en 2010 avec l'équipe d'Irlande des moins de 20 ans.
- Vainqueur du Tournoi des Six Nations en 2015 avec l'équipe d'Irlande.

### Distinctions personnelles
- Recordman d'essais inscrit avec le Munster : 73 essais (depuis le 25 mars 2016, date à laquelle il inscrit son 43e essai)[61].